# Auerbach (Vogtland)
Auerbach (ufficialmente Auerbach/Vogtl., abbreviazione di Auerbach/Vogtland) è una città di 17 759 abitanti della Sassonia, in Germania.

Appartiene al circondario del Vogtland (targa V).
Auerbach si fregia del titolo di "Grande città circondariale" (Große Kreisstadt).

## Storia
Il 1º gennaio 1999 alla città di Auerbach/Vogtland venne aggregato il comune di Beerheide.